# 1 Pułk Inżynieryjny (1918–1920)
1 Pułk Inżynieryjny (1 pinż) – oddział saperów Wojska Polskiego II RP.

## Historia pułku
1 Pułk Inżynieryjny został sformowany 11 listopada 1918 roku w Warszawie przez podpułkownika Jana Skorynę. Na jego pierwsze wezwanie stawiła się natychmiast patriotyczna młodzież akademicka Politechniki Warszawskiej, zawsze ofiarna i chętna do służby ojczyźnie. W najgorszych warunkach tworzy się ten zawiązek wojsk saperskich bez koszar, ekwipunku i uzbrojenia, lecz silna wola i patriotyzm wszystko przezwycięża i w ciągu dwóch tygodni w koszarach na Mokotowie stoją już dwa bataliony saperów.
20 listopada z Ostrowi Mazowieckiej do Warszawy przybyła i została włączona w skład pułku 1 kompania saperów 1 Brygady Polskiej Siły Zbrojnej pod dowództwem kapitana Romana Ciborowskiego.
W skład II batalionu wchodzą wszyscy niemal oficerowie i wielu szeregowych z byłego 2 pułku inżynieryjnego II Korpusu Polskiego. Dowódcą batalionu został wyznaczony kapitan Artur Górski, były dowódca 2 pułku inżynieryjnego. Bataliony tworzyły: 4., 5. i 6 kompanie, które organizowały się początkowo w Warszawie. Po reorganizacji w lutym 1919 roku 1. pułku inżynieryjnego i przydzieleniu jego batalionów do poszczególnych okręgów generalnych — II batalion odszedł do okręgu Nr II do Lublina, a następnie do Krasnegostawu i stamtąd na front.
8 czerwca 1919 roku 1 kompania pod dowództwem porucznika Emila Strumińskiego wyruszyła na front litewsko-białoruski, gdzie walczyła w składzie 1 Dywizji Piechoty Legionów.

## Żołnierze pułku
W nawiasach podano daty przyjęcia oficerów do Wojska Polskiego.
- ppłk Jan Skoryna - dowódca pułku
- ppłk Feliks Napiórkowski - dowódca I batalionu
- por. Emil Strumiński - dowódca 1 kompanii (24 XI 1918)
- por. Wacław Damrosz - dowódca 2 kompanii
- por. Antoni Wejtko - dowódca 3 kompanii
- por. Czesław Okołow - dowódca 4 kompanii

Oficerowie:
- por. Rueger
- ppor. Bałtusis
- ppor. Bohdan Cojnowski
- ppor. Stanisław Gawroński → Oddział IV ND WP (od 23 III 1919)

Oficerowie I Baonu Saperów:
- por. Zenon Konarski
- ppor. Jerzy Biały
- ppor. Józef Borowiak - oficer 1 kompanii (14 XI 1918)
- ppor. Władysław Downarowicz (15 IV 1919)
- ppor. Marian Dworakowski
- ppor. Bolesław Filipowicz (13 IV 1919)
- ppor. Tadeusz Groszkowski
- ppor. Julian Hebdzyński
- ppor. Jan Januszkiewicz (18 I 1919)
- ppor. Tadeusz Kanigowski (7 III 1919)
- ppor. Kazimierz Kwiatkowski
- ppor. Stefan Openchowski (21 XI 1919)
- ppor. Eugeniusz Ożóg
- ppor. Jerzy Skrzywan
- ppor. Mieczysław Śleszyński (13 IV 1919)
- ppor. Leon Tyszyński (25 I 1919)
- ppor. Roman Werycha
- ppor. Stefan Witulski
- pchor. Andrzej Roztworowski - oficer 1 kompanii